# حديقة فورت روس التاريخية
حديقة فورت روس التاريخية وتُعرَف أيضًا باسمِ حديقة فورت روس التاريخية الحكوميّة هي حديقة حكومية تاريخية تقعُ في مقاطعة سونوما بولاية كاليفورنيا، وتضمُّ موقع تجارة الفراء الروسي السابق في فورت روس بالإضافة إلى الساحل المجاور وغابات سيكويا دائمة الخضرة على الساحل المحلي الممتدِّ إلى الداخل. تقعُ هذه الحديقة تحديدًا على الساحل الشمالي لولاية كاليفورنيا على بعد حوالي 12 ميلًا شمال مدينة جينر و22 ميلًا شمال خليج بوديجا. كانت حصن روس، التي نشطت في الفترة من 1812 إلى 1842، المستوطنة الواقعة في أقصى الجنوب في فترة الاستعمار الروسي للأمريكتين. تأسَّست هذه الحديقة في عام 1909، ويُعتبر موقعها معلمًا تاريخيًا في مقاطعة سونوما.

## فورت روس
تأسست فورت روس من قبل الشركة الروسية الأمريكية في عام 1812. معظم مباني القلعة عبارة عن نسخ، لكنَّ الهيكل الأصلي الوحيد المتبقي من المستوطنة الروسية، منزل القائد، هو معلم تاريخي وطني ومُسجَّلٌ في السجل الوطني للأماكن التاريخية. بذل قسم الحدائق والاستجمام بكاليفورنيا بالإضافة إلى العديد من المتطوعين جهودًا مكثفة في أعمال الترميم وإعادة الإعمار في القلعة. بالإضافة إلى صيد الأسماك والمشي لمسافات طويلة وركوب الأمواج واستكشاف برك المد والجزر والنزهات ومشاهدة الحيتان ومشاهدة الطيور، أصبح منتزه أو حديقة فورت روس التاريخية الحكومية وجهة شهيرة لممارسة رياضة الغوص.

## الاسم
الاسم روس هو اسم شعري للروسية، وقد اختيرَ من بين ما يُعرَف بالقرعة الموضوعة على قاعدة صورة المسيح الممنوحة للمستوطنة عندما تم تكريسها في 11 أيلول/بتمبر 1812. أطلق عليها الأسبان أحيانًا اسم السّجن الروسي (بالإسبانية: Presidio Ruso)‏ أو سجن بوديجا (بالإسبانية: Presidio de Bodega)‏.

## الوصول إلى الحديقة والإغلاق
كانت الحديقة عام 2009 معرضةً لخطر الإغلاق بسبب تخفيضات ميزانية الدولة، لكنَّ السفير الروسي سيرجي كيسلياك قدَّمَ التماسًا لصالح الحديقة، ومع ذلك فحاكم الولاية حينها أرنولد شوارزنيجر لم يعد بشيء. بحلول 22 حزيران/يونيو 2010، تم توقيع مذكرة تفاهم بين مجموعة شركات رينوفا وولاية كاليفورنيا، وبين مجموعة رينوفا وفورت روس كونسيرفانس (ثم جمعية فورت روس التفسيرية) في سان فرانسيسكو بحضور الرئيس الروسي ديمتري ميدفيديف «لتأكيد الشراكة لدعم وتعزيز الحفاظ على حديقة ولاية كاليفورنيا التاريخية فورت روس، وزيادة الوعي بأهميتها التاريخية والثقافية».

## روابط خارجية
- موقع حديقة فورت روس التاريخية الحكومية
- معلومات أخرى عن حديقة فورت روس التاريخية الحكومية
- محمية فورت روس
- منزل القائد، قائمة المعالم التاريخية الوطنية في فورت روس